# Château de Tourbillon
Het Kasteel Tourbillon (Frans: Château de Tourbillon) is een kasteel in Sion in het Zwitserse kanton Wallis. Het kasteel staat op een hoogte van 655 m. boven op de noordelijkste van de twee heuvels die aan de oostkant van het oude stadscentrum liggen. Vanuit Tourbillon kijkt men uit over de Basiliek van Valère die is gelegen op de zuidelijke heuvel (hoogte 621 m.)
Kasteel Tourbillon stamt uit de 13e eeuw en was oorspronkelijk het bisschoppelijk paleis van de prins-bisschop van Sion. De ruïnes van het in 1788 bij een brand verwoeste kasteel zijn in de 19e en 20e eeuw versterkt om verder verval tegen te gaan. Het behoort tot de historische monumenten van Sion.
- Gemeinsame Normdatei: 4582547-6
- Historisch woordenboek van Zwitserland: 012766
- Virtual International Authority File: 246285729